# Bella Agossou
Bella Agossou (Savalou, 1981) es una actriz beninesa de cine español.

## Carrera
Agossou comenzó su carrera en Benín como actriz de teatro con su compañía, creada y desarrollada por ella, "Sonangnon". Sin embargo, tras 4 años de crearla, se trasladó a España en 2002. Luego aprendió catalán y castellano para seguir una carrera como actriz. Protagonizó la película Un cuento de Navidad como una inmigrante ilegal.
Más tarde, interpretó papeles aclamados por la crítica en varias películas africanas e internacionales como Los Nuestros, Moranetta, Un cuento de Nadal y Palmeras en la nieve. El 13 de julio de 2017, presentó a la prensa una tienda llamada "NOK".
En 2020 participó en los largometrajes Black Beach y Adú, las cuales fueron galardonadas con varios premios cinematográficos.

## Filmografía

### Cine
| Año  | Título                               | Personaje      | Director                 |
| ---- | ------------------------------------ | -------------- | ------------------------ |
| 2010 | Johan Primero                        | Doris          | Johan Kramer             |
| 2011 | Catalunya über alles!                | Dona           | Ramon Térmens            |
| 2012 | Tengo ganas de ti                    | Boxeadora      | Fernando González Molina |
| 2014 | Palmeras en la nieve                 | Oba            | Fernando González Molina |
| 2017 | El Cuaderno de Sara                  | Masira         | Norberto López Amado     |
| 2019 | Mi vida                              | Madre de Pablo | Norbert ter Hall         |
| 2020 | Adú                                  | Safí           | Salvador Calvo           |
| 2020 | Black Beach                          | Bebe           | Esteban Crespo           |
| 2021 | La familia perfecta                  | Peluquera      | Arantxa Echevarría       |
| 2021 | Pan de limón con semillas de amapola | Sor Zelat      | Benito Zambrano          |
| 2022 | Asedio                               | Nasha          | Miguel Ángel Vivas       |

### Series de televisión
| Año  | Título                   | Personaje         | Canal              | Notas                                            |
| ---- | ------------------------ | ----------------- | ------------------ | ------------------------------------------------ |
| 2010 | Alakrana                 | Traductora        | Telecinco          | Miniserie; 2 episodios                           |
| 2014 | Kubala, Moreno i Manchón | Rut               | TV3                | Elenco recurrente; 2 episodios                   |
| 2019 | Manual de supervivencia  | Ella misma        | TV3                | Documental para televisión; 13 episodios         |
| 2020 | Caronte                  | Esposa de Adeyemi | Amazon Prime Video | Episodio: «El hombre sin rostro»                 |
| 2020 | Little Birds             | Fifi              | Sky                | Elenco recurrente; 3 episodios                   |
| 2020 | Veneno                   | Ana               | Atresplayer        | Episodio: «Los tres entierros de Cristina Ortiz» |
| 2021 | La templanza             | Trinidad          | Amazon Prime Video | Elenco recurrente; 7 episodios                   |
| 2022 | Entrevías                | Prostituta        | Telecinco          | Episodio: «Salto al vacío»                       |